# Oxyacanthus chrysocomae
Oxyacanthus chrysocomae är en insektsart som först beskrevs av Charles Kimberlin Brain 1915.  Oxyacanthus chrysocomae ingår i släktet Oxyacanthus och familjen ullsköldlöss. Inga underarter finns listade i Catalogue of Life.